# Vallon de Saint-Imier
Vallon de Saint-Imier är en dal i Schweiz.   Den ligger i kantonen Bern, i den västra delen av landet, 40 km nordväst om huvudstaden Bern.
I omgivningarna runt Vallon de Saint-Imier växer i huvudsak blandskog. Runt Vallon de Saint-Imier är det ganska tätbefolkat, med 52 invånare per kvadratkilometer.